# Spoorlijn 288
Spoorlijn 288 is een Belgische industrielijn in Floreffe. De lijn loopt van station Floreffe naar het Parc industriel de la Basse-Sambre en is 2,6 km lang.

## Aansluitingen
In de volgende plaatsen is of was er een aansluiting op de volgende spoorlijnen:
Floreffe
Spoorlijn 130 tussen Charleroi-Centraal en Namen